# Xã Ransom, Michigan
Xã Ransom (tiếng Anh: Ransom Township) là một xã thuộc quận Hillsdale, tiểu bang Michigan, Hoa Kỳ. Năm 2010, dân số của xã này là 932 người.